# Juan Mauricio Wurmser
Juan Mauricio Wurmser es Socio Fundador, Presidente y Gerente General de Wurmser Ogilvy & Mather, la empresa socia de Ogilvy & Mather Worldwide en Guatemala que ofrece servicios en Publicidad, Medios, Activaciones y Relaciones Públicas. Desde el año 2001, participa en el Comité Ejecutivo de Ogilvy Latina representando a Centroamérica y el Caribe. También es Socio Fundador y Presidente de Hill & Knowlton Guatemala, la empresa local de esta firma internacional de Relaciones Públicas. Además Wurmser está involucrado en diversos negocios dentro del campo de servicios de mercadeo y el área de comunicación. Cuenta con más de 30 años de experiencia en mercadeo de productos de consumo en América Latina y una historia de participación activa en cámaras y organizaciones empresariales, además de haber prestado servicio público con el gobierno de Guatemala de 1996 a 1998.

## Biografía
Previo a unirse a WO&M  y a Hill & Knowlton Guatemala a mediados de 1998, Wurmser fungió como Ministro de Economía de Guatemala, teniendo dentro de sus responsabilidades la promoción de la industria y el comercio exterior, con énfasis especial en la captación de inversión extranjera.  Además, coordinó todos los esfuerzos de la Administración del Presidente Arzú para la integración de Guatemala a la economía regional y global. Fue miembro clave del Gabinete Económico de Guatemala y formó parte de la Junta Monetaria, en donde se define la política monetaria, cambiaria y crediticia del país. También fue Presidente de la Asamblea de Gobernadores del Banco Centroamericano de Integración Económica – BCIE, entre 1997 y 1998.
Wurmser fue responsable del desarrollo e implementación del programa de franquicias de Pollo Campero, una de las cadenas de restaurantes de comida rápida más exitosas en Latinoamérica y EUA, como vehículo para la expansión internacional de dicha empresa.
Durante el tiempo en que se desempeñó como ejecutivo corporativo de mercadeo, cumplió asignaciones con las subsidiarias locales de Warner Lambert, Avon, y Colgate Palmolive.  En 1978 se integró a British American Tobacco, empresa a la cual sirvió por 15 años en Guatemala, Panamá, España, México y Argentina, para volver a Guatemala como Presidente y Gerente General de la subsidiaria local en 1989.

## Preparación
De nacionalidad guatemalteca, el Señor Wurmser obtuvo un B.S. en Administración de Empresas en The College of New Jersey (antes, Trenton State College) y también realizó estudios de postgrado en Administración de Empresas en la Universidad Francisco Marroquín.
Wurmser ha sido miembro de la Junta Directiva de la Cámara de Industria de Guatemala, presidió la Cámara Empresarial de Guatemala en 1993 y estuvo en la Junta Directiva de la Cámara de Comercio Guatemalteca Americana - AMCHAM en el 2009. También ha sido miembro de la Junta Directiva de la Unión Guatemalteca de Agencias de Publicidad - UGAP por varios años, habiéndola presidido durante el 2001 y el 2013.  Actualmente forma parte del Consejo de Fiduciarios y es Secretario de la Fundación para el Desarrollo de Guatemala – FUNDESA. 